# Setaria austrocaledonica
Setaria austrocaledonica là một loài thực vật có hoa trong họ Hòa thảo. Loài này được (Balansa) A.Camus miêu tả khoa học đầu tiên năm 1928.